# Сборная Уганды по нетболу
Сборная Уганды по нетболу представляет Уганду на международных соревнованиях по нетболу. Управляющим органом является Федерация нетбола Уганды (англ. Uganda Netball Federation, UNF).
По состоянию на 25 июля 2024, сборная Уганды по нетболу занимает 6-е место в мировом рейтинге сборных по нетболу.

## Результаты выступлений

### Чемпионаты мира
| Год       | Место          | Игры           | Победы         | Ничьи          | Поражения      |
| --------- | -------------- | -------------- | -------------- | -------------- | -------------- |
| 1963—1975 | не участвовали | не участвовали | не участвовали | не участвовали | не участвовали |
| 1979      | 14             | 11             | 6              | 0              | 5              |
| 1983—2011 | не участвовали | не участвовали | не участвовали | не участвовали | не участвовали |
| 2015      | 8              | 8              | 2              | 0              | 6              |
| 2019      | 7              | 8              | 4              | 0              | 4              |
| 2023      | 5              | 10             | 6              | 0              | 4              |

### Игры Содружества
| Год       | Место          | Игры           | Победы         | Ничьи          | Поражения      |
| --------- | -------------- | -------------- | -------------- | -------------- | -------------- |
| 1998—2014 | не участвовали | не участвовали | не участвовали | не участвовали | не участвовали |
| 2018      | 6              | 6              | 3              | 0              | 3              |
| 2022      | 5              | 6              | 4              | 0              | 2              |

### Чемпионаты Африки
| Год        | Место          | Игры           | Победы         | Ничьи          | Поражения      |
| ---------- | -------------- | -------------- | -------------- | -------------- | -------------- |
| 2010—2012  | не участвовали | не участвовали | не участвовали | не участвовали | не участвовали |
| 2013       | 3              | 4              | 2              | 0              | 2              |
| 2014       | 1              | 5              | 5              | 0              | 0              |
| 2015       | ?              | .              | .              | .              | .              |
| 2017       | 1              | 5              | 5              | 0              | 0              |
| 2018       | 1              | 6              | 6              | 0              | 0              |
| 2019       | 3              | .              | .              | .              | .              |
| 2021       | 2              | .              | .              | .              | .              |
| 2023—н. в. | не участвовали | не участвовали | не участвовали | не участвовали | не участвовали |

### Африканские игры
| Год  | Место | Игры | Победы | Ничьи | Поражения |
| ---- | ----- | ---- | ------ | ----- | --------- |
| 2011 | 1     | 8    | 8      | 0     | 0         |